# 青野夏希
青野 夏希（あおの なつき、1996年10月12日  - ）は、日本の女優、タレント。東京都出身。
当初は本名で活動していたが、「青野 夏稀」を経て、現在の「青野 夏希」に至った。現在は、本名非公開。

## 来歴

### 「可愛すぎるビール販売員」時代
2012年～2019年に、アルバイトで東京ドームのヱビスビール販売員（売り子）をしていた。高校2年生のとき、人手が足りないとして友人から紹介されて始めた。アルバイトの当初は、高校の部活と両立しており、当時所属していたダンス部が文化祭で部活を引退すると同時に、放課後は販売員に専念するようになった。アルバイト開始から2年間はレモンサワーの販売しか任されなかったが、その際に営業のノウハウを蓄積し、自身で営業を工夫するなどしていたところ、アルバイト3年目(高校卒業の翌年)には東京ドームのビール販売員売上1位の記録を獲得するようになった。その頃のビール販売員は、職業としての知名度がまだまだ低い中、徐々に認知されていった時期でもあり、中には著しくスカートの丈を短くしたり、ビールを股間辺りで注いで放尿に見立てて注ぐ等、あからさまな色気を用いて営業につなげる販売員が台頭し始めた。その頃の青野のモットーは「色気では売らず、プライドを持つこと」であり、約15kgになるビールサーバーと約5kgになる釣銭やコップを背負いながら球場を歩き回るという体力仕事の中、ひたすら笑顔を絶やさないようにしてファンを獲得していった。当時、タレントのおのののかが「美人すぎるビール販売員」として売り出していた頃でもあり、ビール販売員が脚光を浴びる中、次第に青野は「可愛すぎるビール販売員」として対抗馬のように注目されていた（厳密に言うと、青野の「可愛すぎるビール販売員」という評判が広がり始めた頃、おのが「美人過ぎるビール販売員」と銘打ってグラビアアイドルで売り出した）。
なお、ビール販売員は、ビールメーカーごとの競争が激しい世界であり、青野は、他社の販売員から「舐められないように」というプライドにもこだわっていた。当時の青野は、売上1位という記録にプレッシャーを感じており、自社のヱビスビールのみならず、他社メーカーの売上杯数も気にしながら販売することに精神的につらかったこともあったという。他の販売員からの妬みや嫌がらせもあり、青野は比較的先輩から可愛がってもらうポジションではあったが、それでも中にはロッカールームで直接悪口を言ってくる同業者がいたり、ビール樽を身体にぶつけられることもあったというが、そういう場合でもひたすら笑顔を絶やさずにお客さんのことだけを考えていたという。
顔が戸田恵梨香に似ていることから、戸田恵梨香に激似の可愛すぎるビール販売員がいるとして、度々テレビやメディアに紹介されていた。「可愛すぎるビール販売員」という評判は球場の常連から世間一般に口コミで広がり、連日、野球ファンでなくても青野に一目会うために球場に通う青野ファンが集結する等、2014年の売上1位の他、2016年～2019年にも販売総数が4年連続で1位を記録し、東京ドームでの同連続記録は2024年現在でも破られていない。青野は1日販売数の平均が300杯程であり(一般的な販売員の1日平均売上は約120杯)、最高値は500杯という東京ドームの過去最高記録を保持していた。年間の売上だと3万杯に達している。ヱビスビールでは、売上1位の販売員だけがひまわりの髪飾りを着用できるという文化があり、当初は緑の花の髪飾りをしていたが、2014年にひまわりを着用することになった。途中で当時ビール販売員をしていた池谷実悠にひまわりを譲ることもあったが、青野はひまわりを合計で5年間着用していたことになる。
有名になりすぎた結果、お尻ばかり撮影をしてくるファンや、球場では青野をアイドルのように崇めては追いかけ回して連写で撮影をしてきたり、ポーズを要求してくるような迷惑ファンも出始めたが、そういう時にははっきり断るスタイルで回避していた。
後半には、ビール販売員の面接員も行っていた。ビール販売員を引退する際には、号泣するファンも複数いる中、青野のファン客が結束して7樽分もビールを購入してくれ、その日に東京ドームの過去最高記録である約500杯を売上げた。

### フリーランス時代
ビール販売員を引退した後、フリーランスの女優として活動していた。ビール販売員時代から本名で活動していたが、「青野 夏稀」に改名する。

### GCREW時代
2020年になり、芸能事務所「GCREW」に所属。2021年にGCREWを退所。

### incubation時代 (現在)
GCREWの退所を機に、活動名を「青野 夏稀」から現在の「青野 夏希」とした。2022年には、「incubation」に所属。

## 人物

### 性格・外見
- 性格は負けず嫌い。また、マイペース。自分では短気だと思っている。
- 「人前ではひたすら笑顔を絶やさない」「目標は常に達成する」がモットー。
- 天真爛漫な性格であり、いわゆる典型的な陽キャであるが、やや人見知りな一面もある。
- 本人曰くずっとふざけてるといい、プライベートでも基本的にテンションが高い。
- 嫌いなものは、ナンパされること[7]。
- 目を見ないで話す人や[17]、時間にうるさすぎる人が苦手[17]。
- ビール販売員時代は度々戸田恵梨香に似てると言われ、「可愛すぎるビール販売員」として評判だった。現在はファンの間で西宮ゆめに似ていると言われている。
- 声が特徴的であり、若干ハスキーな低音ボイスの持ち主。
- 鼻が高く、その代償として下から見上げたときに鼻の穴が大きく見えてしまうが、本人はチャームポイントとしている。
- 抜群のスタイルであると言われているが、身長は158cm。
- バスト79.5cm、ウエスト64.5cm、ヒップ91cm。足のサイズは23.5cm。
- インフルエンサーとしての一面もあるが、ブランド物を主張することが少なく、堅実な性格が人気である。
- 綺麗好きであり、電車の吊革やエレベーターのボタンには触れず、公園の水道水は飲めない。本人曰く、潔癖症ではない[17]。
- 猫アレルギー[18]をもっている。

### 経験
- 中学時代は3年間バドミントン部、高校時代は3年間ダンス部に所属していた。父親がスポーツマンであり、その影響で運動部に入った[17]。

### 趣味・嗜好・特技
- 好きな食べ物は、岩下の新生姜[19]、辛い物、ラーメン。
- 定期的にラーメン屋巡りをしては、SNSの「X」にアップしている。
- 裁縫、掃除等の家事が趣味[20]。
- プライベートでも球場に足を運ぶほど野球観戦が好き。
- かなりのアルコール好きでもあり、特技は利きビール。

### 政治思想
- LGBTが法律上種々の制約を受けている件について、愛の形に性別は関係なく、国家としてより寄り添った政策を推進すべきと考えている[17]。

### 恋愛観
- 好きな男性のタイプは、ゴリっとした男らしい人。車道側を歩いてくれるとか、荷物を持ってくれる等、王道の男らしさがある人で、それをさりげなくこなしてくれるナチュラルな感じを求めている[17]。ゴツい手で、片手で髪の毛をかき分けている仕草にキュンとする[17]。
- 運転している時に恰好つけてアピールをしてくる男性は大嫌い[17]。
- 男性の髪形は、黒髪ストレートで、整髪料を何もつけてなくクシャクシャに撫てあげられる髪型がタイプ[17]。
- Z世代で広まるカエル化現象については、「そういう現象が起きちゃう相手は、自分がそんなに好きじゃないんだよね、きっと。」と一刀両断している[17]。

### 評判
ビール販売員時代は、球場のビール販売員についてのポータルメディア『売り子通信』(現在は閉鎖)は、その「天性の外見の可愛さ」と指摘しており、その他にも「売上・ルックス共にナンバーワン」と紹介する他、「ビール販売員界の神」等とも評した。

### 交友関係
- ぽぽちゃん (タレント，インフルエンサー)
  - ビール販売員時代の後輩であり、同時期にビール販売員を引退度、SNS等では度々コラボレーション出演している。プライベートでも頻繁に会っており、親友関係にある。青野は、ぽぽちゃんのことをペットにしたいと言っている[17]。青野は、ぽぽちゃんのチャームポイントであるバストを無言のまま自由に触れる関係性にあり、「ぽぽちゃんのおっぱいは、赤ちゃんのお尻よりも柔らかく、かつ、弾力がある。」と評価している[17]。
- 二瓶有加 (女優)
  - 舞台(かえってきたQUEEN DOM ～文化女子の戦におけるかくも腹黒き百花繚乱戦国絵巻～)で共演したことをきっかけに、プライベートでたまに遊ぶ仲[23]。
- 池谷実悠 (テレビ東京 元アナウンサー)
  - ビール販売員時代のライバル。青野が高校卒業の年に東京ドームのビール販売数1位を獲得し、後に池谷に1位の座を奪われることがあったが、巻き返して再度4年連続で1位を獲得したエピソードがある。

### エピソード
なし

## 映像作品

### 映画
なし

### ドラマ
なし

### テレビ
2022年
- チコちゃんに叱られる! (NHK)
  - 2022年7月9日放送回[24]。

### CM
2024年
- 博多風美庵[25]
  - AKB48・NMB48の元メンバーである梅田彩佳と共演。
- タイクレ[要出典]
  - SNSでのショート動画用のウェブCMに出演。

### ミュージックビデオ
2021年
- 進藤雨日『WayashuEee feat. 耳犯具[KANE×LAZE](Prod.Noli Stark)』[26]
- Takafumi『また来て恋人さよなら他人』[27]

## 舞台演劇
2022年
- 璃色リベリオン　反逆の乙女達が奏でる策謀と裏切りのハーモニー
  - 2022年1月27日～1月30日、中野ザ・ポケット。
- かえってきたQUEEN DOM ～文化女子の戦におけるかくも腹黒き百花繚乱戦国絵巻～
  - 2022年6月2日～6月5日、東京・CBGKシブゲキ!!。

## ラジオ出演
2024年
- 鳥越アズーリFM「伊東ダイスケのおしゃべりワンルーム」
  - 2024年5月27日放送回[7]。

## 写真集
なし

## その他の活動歴
2023
- 埼玉武蔵ヒートベアーズ 始球式 (BCL埼玉主催試合)
  - 2023年8月5日、県営大宮球場
- 表参道コレクション2023-2024 (美容室ZA/ZAのモデルとして参加)
  - 2023年10月17日、国立代々木競技場第二体育館

### プロフィール
- incubation - 公式プロフィール
- NOZZZ - 公式プロフィール

### 公式SNS
- 青野夏希 (@aono_natsuki_) - X（旧Twitter）
- 青野夏希 (@natsuki__aono) - Instagram
- @natsuki__aono - 公式Threads
- なっちゃんねる - YouTubeチャンネル
- メインTik Tok (@aono.natsuki.2) - TikTok
- サブTik Tok (@aono.natsuki) - TikTok
- 青野夏稀 - 公式SHOWROOM
- @aono_natsuki - 公式Clubhouse